# Премия Бальцана
Премия Бальцана — международная премия за высшие достижения в науке и культуре. Учреждёна дочерью итальянца Эудженио Бальцана (итал. Eugenio Balzan; 1874—1953), совладельца газеты «Коррьере делла Сера». Премия впервые была присуждена в 1961—1962 годах, с 1978 года стала ежегодной. Номинации премии меняются, их точный состав на следующий год объявляется в мае. С 2001 года размер премии составлял 1 миллион швейцарских франков, при этом половину денег лауреат обязан отдать молодым учёным, которые смогут финансировать на полученные деньги свои проекты. С 2011 года размер премии составляет 750 тысяч швейцарских франков, при этом лауреат так же обязан отдать половину суммы молодым учёным.
В рейтинге международных научных наград от International Ranking Expert Group (IREG) премия Бальцана занимает шестое место среди наград в междисциплинарных областях знания, практически наряду с опережающими её премиями Альберта Эйнштейна и Макса Планка, а также Международной премией короля Фейсала.